# Johannes Hellinger
 -siehe Beitrag auf der Diskussionsseite - 
Johannes Hellinger (* 20. November 1935 in Marieney; † 24. März 2022) war ein deutscher Orthopäde und Hochschullehrer.

## Leben

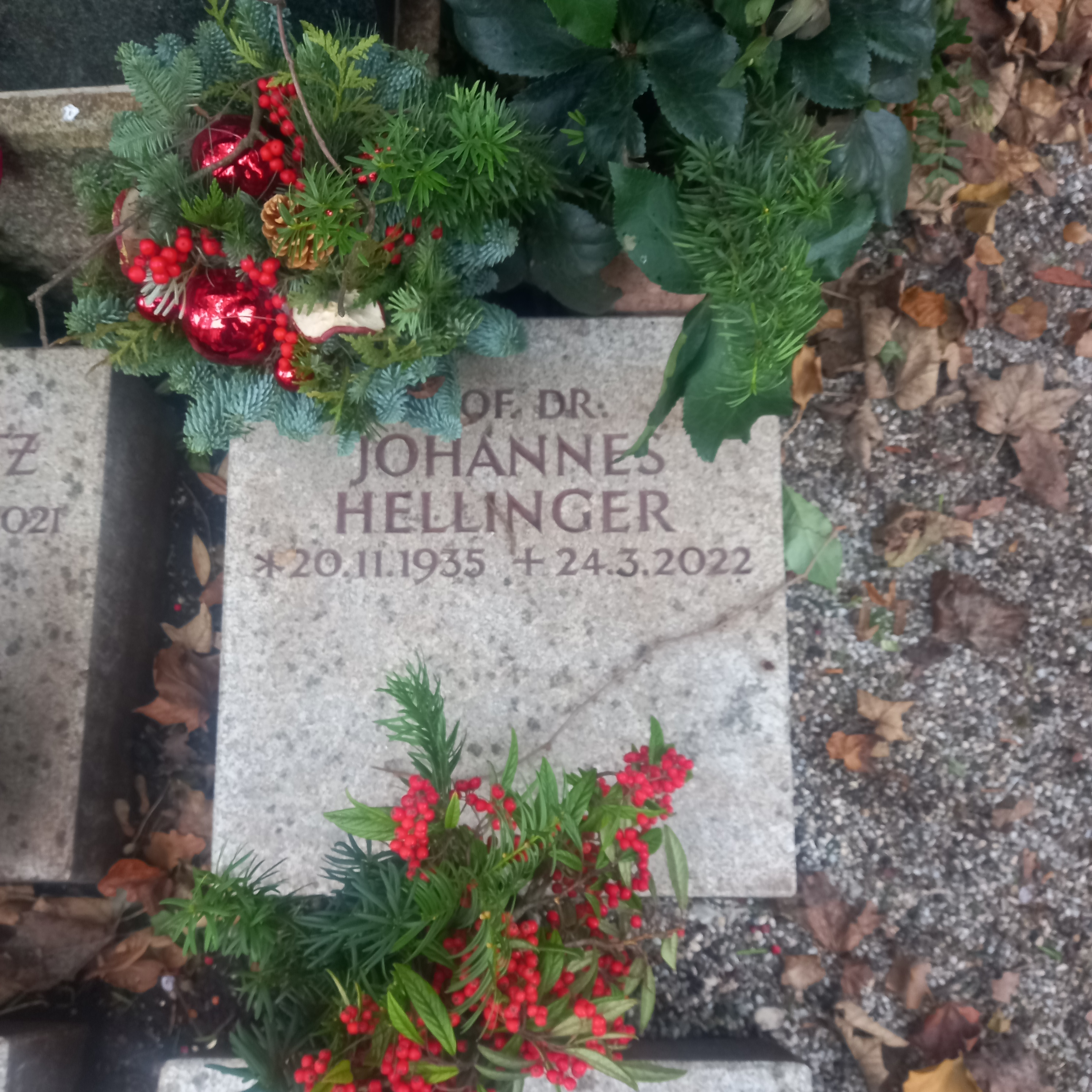
Das Grab von Johannes Hellinger auf dem Bogenhausener Friedhof in München

Er studierte von 1954 bis 1959 in Leipzig und Erfurt Medizin. 1966 erhielt er die Anerkennung als Facharzt für Chirurgie. 1970 habilitierte sich er mit dem Thema „Der Einfluss von orthopädischen Operationen auf die Gerinnung und Fibrinolyse“ an der Medizinischen Akademie Erfurt. 1970 erfolgte die Berufung als Hochschuldozent für Orthopädie in Erfurt.